# لا مسا (کوندینامارکا)
لا مسا (کوندینامارکا) (به اسپانیایی: La Mesa, Colombia) یک سکونتگاه مسکونی در کلمبیا است که در بخش کوندینامارکا واقع شده‌است.

## خصوصیات
لا مسا ۱۴۸ کیلومترمربع مساحت و ۲۶٬۶۹۹ نفر جمعیت دارد و ۱٬۲۰۰ متر بالاتر از سطح دریا واقع شده‌است.

## نگارخانه

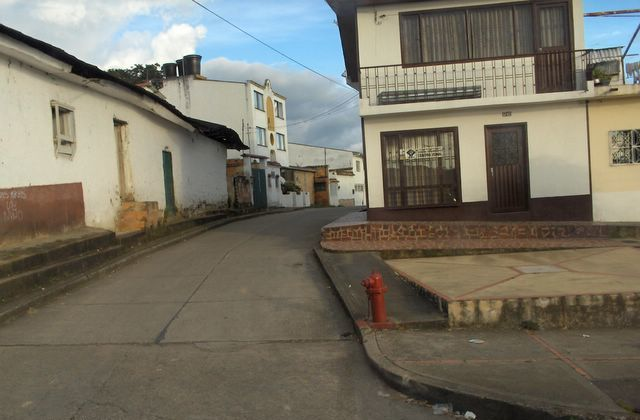
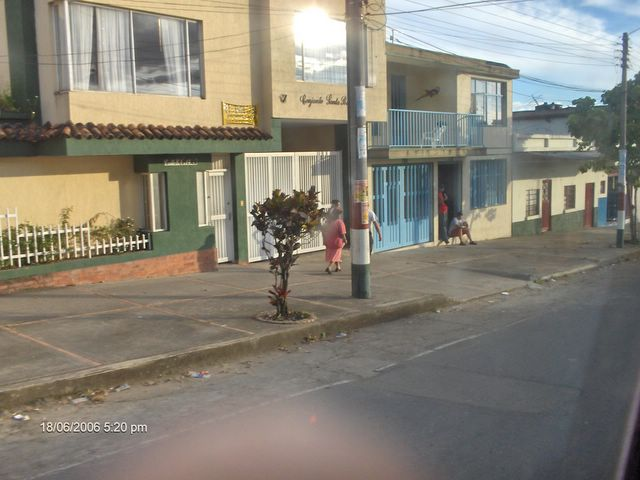
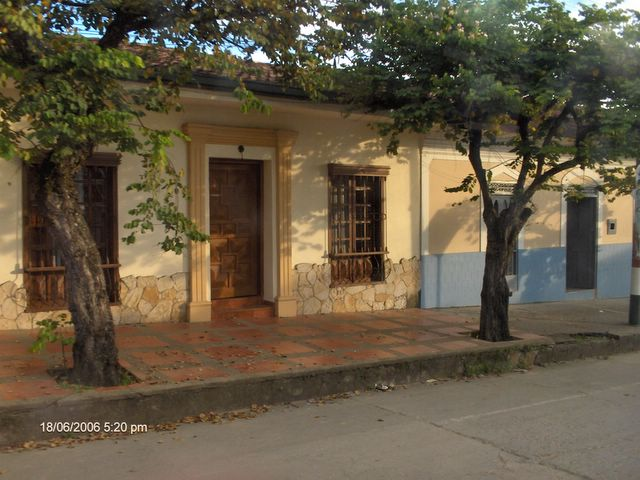
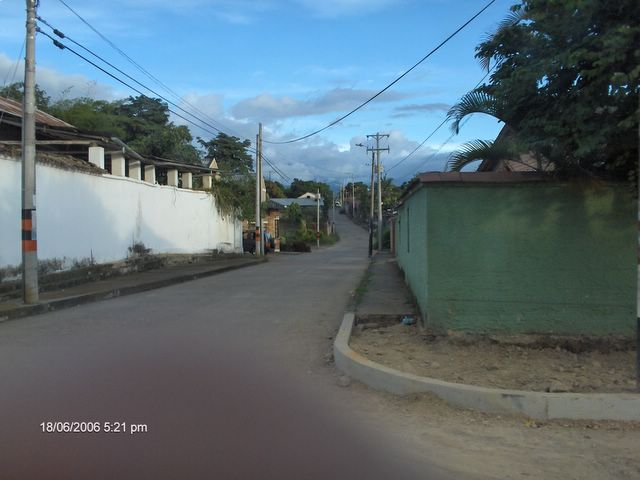
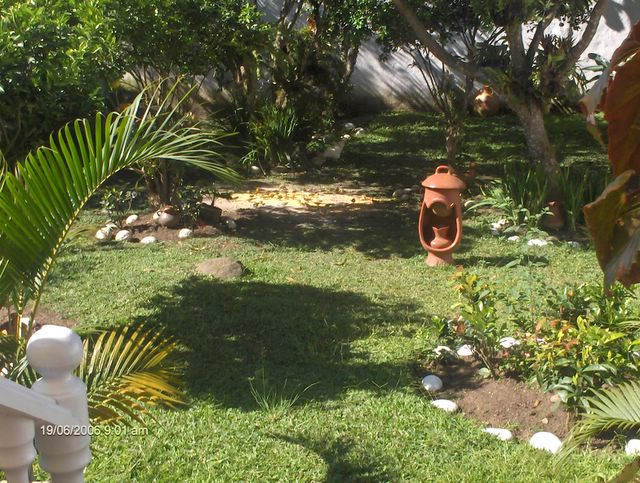